# Dead Man Dating
«Dead Man Dating» es un capítulo de la serie Charmed, emitida por la WB en EE. UU.

## Sinopsis
En el barrio chino se ha cometido un asesinado. Un peligroso delincuente dispara a un joven y una vez en el suelo lo incinera, con el fin de hacer irreconocible el cuerpo, fingir su propia muerte y poder salir del país en busca de una nueva vida. El joven fantasma abandona su cuerpo, ve cómo se carboniza el cadáver y sale en busca de ayuda. Por casualidad contacta con Phoebe y Piper que son las únicas personas que le pueden ver, por ser brujas. Piper le ayudará de forma especial. Una vez que dan con el asesino, Piper lo paraliza y le pone el periódico del día con el titular de su muerte en las manos, para sacarle una foto y demostrar que miente. Piper le hace llegar una copia al inspector Andy que rápidamente se pone en acción y detiene al asesino. Por otro lado Phoebe, tras una premonición, debe avisar a un hombre que tenga cuidado al cruzar la calle pues le atropellará un coche. El hombre se indigna y no le hace el más mínimo caso. Sale a la calle, cruza, se le cae el maletín y se agacha para cogerlo en el mismo momento en el que un automóvil se le abalanza. Phoebe que estaba preparada le empuja y le salva la vida...

## Títulos internacionales
- Inglés: Dead Man Dating
- Francés: Histoire de fantôme chinois
- Alemán: Rendezvous mit einem Geist
- Italiano: Un amore ultraterreno

- Datos: Q515724